# سباق جائزة لامارسييز الكبرى 2024
سباق جائزة لامارسييز الكبرى 2024 (بالفرنسية: Grand Prix La Marseillaise 2024)‏ هو سباق دراجات هوائية من فئة  1.1، وهو الموسم الخامس والأربعين من سباق جائزة لامارسييز الكبرى، وأقيم في 28 يناير 2024 ضمن سباقات طواف أوروبا للدراجات 2024.
فاز بالمركز الأول Kevin Geniets ‏، وفاز بالمركز الثاني Alex Baudin ‏، وفاز بالمركز الثالث Kévin Vauquelin ‏.

## الفرق
| فرق عالمية (5)- Alpecin-Deceuninck - Arkéa-B&B Hotels - Cofidis - Decathlon-AG2R La Mondiale - Groupama-FDJ فرق برو (9)- بنجوال باوليز ساوكس دبليو بي ‏ - كاجا رورال-سيغوروس 2024 ‏ - Team Solution Tech–Vini Fantini ‏ - Equipo Kern Pharma ‏ - Lotto Dstny - سبورت فلاندرين بالويس ‏ - TotalEnergies - سويس ريسينغ أكادمي 2024 ‏ - أونو-إكس موبيليتي ‏ فرق قارية (6)- بلترامي تي إس أيه–مارشيول ‏ - CIC U Nantes Atlantique ‏ - Nice Métropole Côte d'Azur ‏ - Philippe Wagner–Bazin ‏ - إتش بي بي تي بي – أوبير 93 ‏ - Van Rysel–Roubaix ‏ |  |
| |  |

## المشاركون
| Decathlon-AG2R La Mondiale DAT | Decathlon-AG2R La Mondiale DAT | Decathlon-AG2R La Mondiale DAT |
| ------------------------------ | ------------------------------ | ------------------------------ |
| م                              | عداء                           | مرتبة                          |
| 1                              | Aurélien Paret-Peintre ‏        | 16                             |
| 2                              | Alex Baudin ‏                   | 2                              |
| 3                              | Sander De Pestel ‏              | 114                            |
| 4                              | Pierre Gautherat ‏              | 4                              |
| 5                              | Jordan Labrosse ‏               | 39                             |
| 6                              | Valentin Retailleau ‏           | 91                             |
| 7                              | دامين توزي                     | 24                             |

| Groupama-FDJ GFC | Groupama-FDJ GFC | Groupama-FDJ GFC |
| ---------------- | ---------------- | ---------------- |
| م                | عداء             | مرتبة            |
| 11               | Cyril Barthe ‏    | 86               |
| 12               | Kevin Geniets ‏   | 1                |
| 13               | Maxime Decomble ‏ | 37               |
| 14               | كوينتين باشر     | 6                |
| 15               | Rémy Rochas ‏     | 14               |
| 16               | مارك ساريو       | 87               |
| 17               | Thibaud Gruel ‏   | 84               |

| Arkéa-B&B Hotels ARK | Arkéa-B&B Hotels ARK | Arkéa-B&B Hotels ARK |
| -------------------- | -------------------- | -------------------- |
| م                    | عداء                 | مرتبة                |
| 21                   | أموري كابيو          | 22                   |
| 22                   | Thibault Guernalec ‏  | 95                   |
| 23                   | Simon Guglielmi ‏     | 99                   |
| 24                   | Mathis Le Berre ‏     | 42                   |
| 25                   | Luca Mozzato ‏        | 123                  |
| 26                   | ألان ريو ‏            | 122                  |
| 27                   | Kévin Vauquelin ‏     | 3                    |

| Cofidis COF | Cofidis COF     | Cofidis COF    |
| ----------- | --------------- | -------------- |
| م           | عداء            | مرتبة          |
| 31          | Axel Zingle ‏    | لم يكمل السباق |
| 32          | توماس شامبيون   | 13             |
| 33          | ألكسيس غوجيراد  | 67             |
| 34          | Stefano Oldani ‏ | لم يكمل السباق |
| 35          | أنتوني بيريز    | 19             |
| 36          | Hugo Toumire ‏   | 90             |
| 37          | Harrison Wood ‏  | 57             |

| Alpecin-Deceuninck ADC | Alpecin-Deceuninck ADC           | Alpecin-Deceuninck ADC |
| ---------------------- | -------------------------------- | ---------------------- |
| م                      | عداء                             | مرتبة                  |
| 41                     | Ramses Debruyne ‏                 | 65                     |
| 42                     | Robbe Ghys ‏                      | 116                    |
| 43                     | Timo Kielich ‏                    | 21                     |
| 44                     | Axel Laurance ‏                   | 28                     |
| 45                     | Senne Leysen ‏                    | 76                     |
| 46                     | شاندرو ميوريس                    | 56                     |
| 47                     | إدوارد بلانكايرتإدوارد بلانكايرت | 117                    |

| TotalEnergies TEN | TotalEnergies TEN   | TotalEnergies TEN |
| ----------------- | ------------------- | ----------------- |
| م                 | عداء                | مرتبة             |
| 51                | Mathieu Burgaudeau ‏ | 33                |
| 52                | Sandy Dujardin ‏     | 93                |
| 53                | Valentin Ferron ‏    | 69                |
| 54                | الكسيس فويليرموز    | 17                |
| 55                | Jordan Jegat ‏       | 101               |
| 56                | Alan Jousseaume ‏    | 64                |
| 57                | Baptiste Vadic ‏     | 89                |

| Lotto Dstny LTD | Lotto Dstny LTD    | Lotto Dstny LTD |
| --------------- | ------------------ | --------------- |
| م               | عداء               | مرتبة           |
| 61              | Jenno Berckmoes ‏   | 7               |
| 62              | Jarrad Drizners ‏   | 55              |
| 63              | سيباستيان غرينيار ‏ | 51              |
| 64              | Milan Menten ‏      | 97              |
| 65              | Alec Segaert ‏      | 52              |
| 66              | Liam Slock ‏        | لم يكمل السباق  |
| 67              | برنت فان موير      | 12              |

| أونو-إكس موبيليتي ‏ UXM | أونو-إكس موبيليتي ‏ UXM   | أونو-إكس موبيليتي ‏ UXM |
| ---------------------- | ------------------------ | ---------------------- |
| م                      | عداء                     | مرتبة                  |
| 71                     | جوناس إبراهمسين ‏         | 20                     |
| 72                     | ماغنوس كورت نيلسن        | 46                     |
| 73                     | ماركوس هويلجارد          | 15                     |
| 74                     | Jonas Iversby Hvideberg ‏ | 80                     |
| 75                     | Andreas Leknessund ‏      | 40                     |
| 76                     | Sakarias Koller Løland ‏  | 81                     |
| 77                     | راسموس تيلر              | 61                     |

| Equipo Kern Pharma ‏ EKP | Equipo Kern Pharma ‏ EKP | Equipo Kern Pharma ‏ EKP |
| ----------------------- | ----------------------- | ----------------------- |
| م                       | عداء                    | مرتبة                   |
| 81                      | Pau Miquel ‏             | 5                       |
| 82                      | Urko Berrade ‏           | 66                      |
| 83                      | Danny van der Tuuk ‏     | 124                     |
| 84                      | مارتي ماركيز            | 118                     |
| 85                      | فرنسيسكو غالفان         | 30                      |
| 86                      | Mikel Retegi ‏           | 59                      |
| 87                      | Hugo Aznar ‏             | لم يكمل السباق          |

| كاجا رورال-سيغوروس ‏ CJR | كاجا رورال-سيغوروس ‏ CJR | كاجا رورال-سيغوروس ‏ CJR |
| ----------------------- | ----------------------- | ----------------------- |
| م                       | عداء                    | مرتبة                   |
| 91                      | Mulu Hailemichael ‏      | 73                      |
| 92                      | ديفيد غونزاليس          | 23                      |
| 93                      | Guillermo Thomas Silva ‏ | 63                      |
| 94                      | Joel Nicolau ‏           | 26                      |
| 95                      | إدوارد براديس           | 8                       |
| 96                      | ميكال شليغل             | 44                      |
| 97                      | Gorka Sorarrain ‏        | 35                      |

| بنجوال باوليز ساوكس دبليو بي ‏ BWB | بنجوال باوليز ساوكس دبليو بي ‏ BWB | بنجوال باوليز ساوكس دبليو بي ‏ BWB |
| --------------------------------- | --------------------------------- | --------------------------------- |
| م                                 | عداء                              | مرتبة                             |
| 101                               | Cériel Desal ‏                     | 112                               |
| 102                               | ماركو تيزا                        | 32                                |
| 103                               | Luca Van Boven ‏                   | 58                                |
| 104                               | Kenneth Van Rooy ‏                 | 34                                |
| 105                               | Jelle Vermoote ‏                   | 29                                |
| 106                               | لويك فليجن                        | 111                               |
| 107                               | Giacomo Villa ‏                    | 27                                |

| سبورت فلاندرين بالويس ‏ TFB | سبورت فلاندرين بالويس ‏ TFB | سبورت فلاندرين بالويس ‏ TFB |
| -------------------------- | -------------------------- | -------------------------- |
| م                          | عداء                       | مرتبة                      |
| 111                        | Arno Claeys ‏               | 60                         |
| 112                        | أليكس كولمان ‏              | لم يكمل السباق             |
| 113                        | غيليس دي وايلد ‏            | 77                         |
| 114                        | Jules Hesters ‏             | 104                        |
| 115                        | Vincent Van Hemelen ‏       | 85                         |
| 116                        | Kamiel Bonneu ‏             | 113                        |
| 117                        | Ward Vanhoof ‏              | 71                         |

| سويس ريسينغ أكادمي ‏ TUD | سويس ريسينغ أكادمي ‏ TUD | سويس ريسينغ أكادمي ‏ TUD |
| ----------------------- | ----------------------- | ----------------------- |
| م                       | عداء                    | مرتبة                   |
| 121                     | Marco Brenner ‏          | 43                      |
| 122                     | لوكاس أريكسون (طريق)    | 41                      |
| 123                     | Miká Heming ‏            | لم يكمل السباق          |
| 124                     | Arthur Kluckers ‏        | 38                      |
| 125                     | Florian Stork ‏          | 18                      |
| 126                     | جويل سوتير              | لم يكمل السباق          |
| 127                     | ماتيو ترينتين           | 9                       |

| Team Solution Tech–Vini Fantini ‏ COR | Team Solution Tech–Vini Fantini ‏ COR | Team Solution Tech–Vini Fantini ‏ COR |
| ------------------------------------ | ------------------------------------ | ------------------------------------ |
| م                                    | عداء                                 | مرتبة                                |
| 131                                  | فاليريو كونتي                        | 11                                   |
| 132                                  | Valentin Darbellay ‏                  | 106                                  |
| 133                                  | Marco Murgano ‏                       | 36                                   |
| 134                                  | Jan Stöckli ‏                         | 78                                   |
| 135                                  | Etienne van Empel ‏                   | 119                                  |
| 136                                  | Alessandro Monaco ‏                   | 109                                  |
| 137                                  | Andrii Ponomar ‏                      | 62                                   |

| إتش بي بي تي بي – أوبير 93 ‏ AUB | إتش بي بي تي بي – أوبير 93 ‏ AUB | إتش بي بي تي بي – أوبير 93 ‏ AUB |
| ------------------------------- | ------------------------------- | ------------------------------- |
| م                               | عداء                            | مرتبة                           |
| 141                             | Alexandre Delettre ‏             | 25                              |
| 142                             | جيريمي كابوت                    | 45                              |
| 143                             | Théo Delacroix ‏                 | 53                              |
| 144                             | Dillon Corkery ‏                 | 108                             |
| 145                             | Joris Delbove ‏                  | 70                              |
| 146                             | Romain Cardis ‏                  | 126                             |
| 147                             | Lucas Beneteau ‏                 | 54                              |

| Van Rysel–Roubaix ‏ VRR | Van Rysel–Roubaix ‏ VRR | Van Rysel–Roubaix ‏ VRR |
| ---------------------- | ---------------------- | ---------------------- |
| م                      | عداء                   | مرتبة                  |
| 151                    | توماس بودات            | 96                     |
| 152                    | Rémi Capron ‏           | 94                     |
| 153                    | Célestin Guillon ‏      | لم يكمل السباق         |
| 154                    | Maxime Jarnet ‏         | 47                     |
| 155                    | Maximilien Juillard ‏   | 105                    |
| 156                    | ايمانويل مورين         | 48                     |
| 157                    | كيني مولي              | 92                     |

| Nice Métropole Côte d'Azur ‏ NMC | Nice Métropole Côte d'Azur ‏ NMC | Nice Métropole Côte d'Azur ‏ NMC |
| ------------------------------- | ------------------------------- | ------------------------------- |
| م                               | عداء                            | مرتبة                           |
| 161                             | Jonathan Couanon ‏               | 49                              |
| 162                             | Alexander Konijn ‏               | 100                             |
| 163                             | Damien Girard (cyclist) ‏        | 10                              |
| 164                             | Paul Hennequin ‏                 | 121                             |
| 165                             | Jean-Louis Le Ny ‏               | 98                              |
| 166                             | Andrea Mifsud ‏                  | 102                             |
| 167                             | Axel Narbonne-Zuccarelli ‏       | 88                              |

| بلترامي تي إس أيه–مارشيول ‏ BTC | بلترامي تي إس أيه–مارشيول ‏ BTC | بلترامي تي إس أيه–مارشيول ‏ BTC |
| ------------------------------ | ------------------------------ | ------------------------------ |
| م                              | عداء                           | مرتبة                          |
| 171                            | Alex Raimondi‏                  | 72                             |
| 172                            | Andrea Biancalani‏              | 120                            |
| 173                            | Edoardo Burani‏                 | 79                             |
| 174                            | Gabriel Fede‏                   | لم يكمل السباق                 |
| 175                            | Nicola Rossi‏                   | 110                            |
| 176                            | Michael Vanni‏                  | 125                            |
| 177                            | Giacomo Tagliavini‏             | 127                            |

| Philippe Wagner–Bazin ‏ PWB | Philippe Wagner–Bazin ‏ PWB | Philippe Wagner–Bazin ‏ PWB |
| -------------------------- | -------------------------- | -------------------------- |
| م                          | عداء                       | مرتبة                      |
| 181                        | ألان بوالو ‏                | لم يكمل السباق             |
| 182                        | Thomas Devaux ‏             | لم يكمل السباق             |
| 183                        | ألكسيس غيران               | 68                         |
| 184                        | Alexandre Kess ‏            | لم يكمل السباق             |
| 185                        | Gwen Leclainche ‏           | 83                         |
| 186                        | Enrico Dhaeye‏              | 115                        |
| 187                        | Theo Bonnet‏                | 107                        |

| CIC U Nantes Atlantique ‏ UCN | CIC U Nantes Atlantique ‏ UCN | CIC U Nantes Atlantique ‏ UCN |
| ---------------------------- | ---------------------------- | ---------------------------- |
| م                            | عداء                         | مرتبة                        |
| 191                          | Yaël Joalland ‏               | لم يكمل السباق               |
| 192                          | Pierre-Henry Basset ‏         | 82                           |
| 193                          | Clément Braz Afonso ‏         | 31                           |
| 194                          | Léo Danès ‏                   | 50                           |
| 195                          | Maël Guégan ‏                 | 74                           |
| 196                          | Artus Jaladeau ‏              | 103                          |
| 197                          | Matisse Julien ‏              | 75                           |

| Decathlon-AG2R La Mondiale DAT | Decathlon-AG2R La Mondiale DAT | Decathlon-AG2R La Mondiale DAT |
| ------------------------------ | ------------------------------ | ------------------------------ |
| م                              | عداء                           | مرتبة                          |
| 1                              | Aurélien Paret-Peintre ‏        | 16                             |
| 2                              | Alex Baudin ‏                   | 2                              |
| 3                              | Sander De Pestel ‏              | 114                            |
| 4                              | Pierre Gautherat ‏              | 4                              |
| 5                              | Jordan Labrosse ‏               | 39                             |
| 6                              | Valentin Retailleau ‏           | 91                             |
| 7                              | دامين توزي                     | 24                             |

| Groupama-FDJ GFC | Groupama-FDJ GFC | Groupama-FDJ GFC |
| ---------------- | ---------------- | ---------------- |
| م                | عداء             | مرتبة            |
| 11               | Cyril Barthe ‏    | 86               |
| 12               | Kevin Geniets ‏   | 1                |
| 13               | Maxime Decomble ‏ | 37               |
| 14               | كوينتين باشر     | 6                |
| 15               | Rémy Rochas ‏     | 14               |
| 16               | مارك ساريو       | 87               |
| 17               | Thibaud Gruel ‏   | 84               |

| Arkéa-B&B Hotels ARK | Arkéa-B&B Hotels ARK | Arkéa-B&B Hotels ARK |
| -------------------- | -------------------- | -------------------- |
| م                    | عداء                 | مرتبة                |
| 21                   | أموري كابيو          | 22                   |
| 22                   | Thibault Guernalec ‏  | 95                   |
| 23                   | Simon Guglielmi ‏     | 99                   |
| 24                   | Mathis Le Berre ‏     | 42                   |
| 25                   | Luca Mozzato ‏        | 123                  |
| 26                   | ألان ريو ‏            | 122                  |
| 27                   | Kévin Vauquelin ‏     | 3                    |

| Cofidis COF | Cofidis COF     | Cofidis COF    |
| ----------- | --------------- | -------------- |
| م           | عداء            | مرتبة          |
| 31          | Axel Zingle ‏    | لم يكمل السباق |
| 32          | توماس شامبيون   | 13             |
| 33          | ألكسيس غوجيراد  | 67             |
| 34          | Stefano Oldani ‏ | لم يكمل السباق |
| 35          | أنتوني بيريز    | 19             |
| 36          | Hugo Toumire ‏   | 90             |
| 37          | Harrison Wood ‏  | 57             |

| Alpecin-Deceuninck ADC | Alpecin-Deceuninck ADC           | Alpecin-Deceuninck ADC |
| ---------------------- | -------------------------------- | ---------------------- |
| م                      | عداء                             | مرتبة                  |
| 41                     | Ramses Debruyne ‏                 | 65                     |
| 42                     | Robbe Ghys ‏                      | 116                    |
| 43                     | Timo Kielich ‏                    | 21                     |
| 44                     | Axel Laurance ‏                   | 28                     |
| 45                     | Senne Leysen ‏                    | 76                     |
| 46                     | شاندرو ميوريس                    | 56                     |
| 47                     | إدوارد بلانكايرتإدوارد بلانكايرت | 117                    |

| TotalEnergies TEN | TotalEnergies TEN   | TotalEnergies TEN |
| ----------------- | ------------------- | ----------------- |
| م                 | عداء                | مرتبة             |
| 51                | Mathieu Burgaudeau ‏ | 33                |
| 52                | Sandy Dujardin ‏     | 93                |
| 53                | Valentin Ferron ‏    | 69                |
| 54                | الكسيس فويليرموز    | 17                |
| 55                | Jordan Jegat ‏       | 101               |
| 56                | Alan Jousseaume ‏    | 64                |
| 57                | Baptiste Vadic ‏     | 89                |

| Lotto Dstny LTD | Lotto Dstny LTD    | Lotto Dstny LTD |
| --------------- | ------------------ | --------------- |
| م               | عداء               | مرتبة           |
| 61              | Jenno Berckmoes ‏   | 7               |
| 62              | Jarrad Drizners ‏   | 55              |
| 63              | سيباستيان غرينيار ‏ | 51              |
| 64              | Milan Menten ‏      | 97              |
| 65              | Alec Segaert ‏      | 52              |
| 66              | Liam Slock ‏        | لم يكمل السباق  |
| 67              | برنت فان موير      | 12              |

| أونو-إكس موبيليتي ‏ UXM | أونو-إكس موبيليتي ‏ UXM   | أونو-إكس موبيليتي ‏ UXM |
| ---------------------- | ------------------------ | ---------------------- |
| م                      | عداء                     | مرتبة                  |
| 71                     | جوناس إبراهمسين ‏         | 20                     |
| 72                     | ماغنوس كورت نيلسن        | 46                     |
| 73                     | ماركوس هويلجارد          | 15                     |
| 74                     | Jonas Iversby Hvideberg ‏ | 80                     |
| 75                     | Andreas Leknessund ‏      | 40                     |
| 76                     | Sakarias Koller Løland ‏  | 81                     |
| 77                     | راسموس تيلر              | 61                     |

| Equipo Kern Pharma ‏ EKP | Equipo Kern Pharma ‏ EKP | Equipo Kern Pharma ‏ EKP |
| ----------------------- | ----------------------- | ----------------------- |
| م                       | عداء                    | مرتبة                   |
| 81                      | Pau Miquel ‏             | 5                       |
| 82                      | Urko Berrade ‏           | 66                      |
| 83                      | Danny van der Tuuk ‏     | 124                     |
| 84                      | مارتي ماركيز            | 118                     |
| 85                      | فرنسيسكو غالفان         | 30                      |
| 86                      | Mikel Retegi ‏           | 59                      |
| 87                      | Hugo Aznar ‏             | لم يكمل السباق          |

| كاجا رورال-سيغوروس ‏ CJR | كاجا رورال-سيغوروس ‏ CJR | كاجا رورال-سيغوروس ‏ CJR |
| ----------------------- | ----------------------- | ----------------------- |
| م                       | عداء                    | مرتبة                   |
| 91                      | Mulu Hailemichael ‏      | 73                      |
| 92                      | ديفيد غونزاليس          | 23                      |
| 93                      | Guillermo Thomas Silva ‏ | 63                      |
| 94                      | Joel Nicolau ‏           | 26                      |
| 95                      | إدوارد براديس           | 8                       |
| 96                      | ميكال شليغل             | 44                      |
| 97                      | Gorka Sorarrain ‏        | 35                      |

| بنجوال باوليز ساوكس دبليو بي ‏ BWB | بنجوال باوليز ساوكس دبليو بي ‏ BWB | بنجوال باوليز ساوكس دبليو بي ‏ BWB |
| --------------------------------- | --------------------------------- | --------------------------------- |
| م                                 | عداء                              | مرتبة                             |
| 101                               | Cériel Desal ‏                     | 112                               |
| 102                               | ماركو تيزا                        | 32                                |
| 103                               | Luca Van Boven ‏                   | 58                                |
| 104                               | Kenneth Van Rooy ‏                 | 34                                |
| 105                               | Jelle Vermoote ‏                   | 29                                |
| 106                               | لويك فليجن                        | 111                               |
| 107                               | Giacomo Villa ‏                    | 27                                |

| سبورت فلاندرين بالويس ‏ TFB | سبورت فلاندرين بالويس ‏ TFB | سبورت فلاندرين بالويس ‏ TFB |
| -------------------------- | -------------------------- | -------------------------- |
| م                          | عداء                       | مرتبة                      |
| 111                        | Arno Claeys ‏               | 60                         |
| 112                        | أليكس كولمان ‏              | لم يكمل السباق             |
| 113                        | غيليس دي وايلد ‏            | 77                         |
| 114                        | Jules Hesters ‏             | 104                        |
| 115                        | Vincent Van Hemelen ‏       | 85                         |
| 116                        | Kamiel Bonneu ‏             | 113                        |
| 117                        | Ward Vanhoof ‏              | 71                         |

| سويس ريسينغ أكادمي ‏ TUD | سويس ريسينغ أكادمي ‏ TUD | سويس ريسينغ أكادمي ‏ TUD |
| ----------------------- | ----------------------- | ----------------------- |
| م                       | عداء                    | مرتبة                   |
| 121                     | Marco Brenner ‏          | 43                      |
| 122                     | لوكاس أريكسون (طريق)    | 41                      |
| 123                     | Miká Heming ‏            | لم يكمل السباق          |
| 124                     | Arthur Kluckers ‏        | 38                      |
| 125                     | Florian Stork ‏          | 18                      |
| 126                     | جويل سوتير              | لم يكمل السباق          |
| 127                     | ماتيو ترينتين           | 9                       |

| Team Solution Tech–Vini Fantini ‏ COR | Team Solution Tech–Vini Fantini ‏ COR | Team Solution Tech–Vini Fantini ‏ COR |
| ------------------------------------ | ------------------------------------ | ------------------------------------ |
| م                                    | عداء                                 | مرتبة                                |
| 131                                  | فاليريو كونتي                        | 11                                   |
| 132                                  | Valentin Darbellay ‏                  | 106                                  |
| 133                                  | Marco Murgano ‏                       | 36                                   |
| 134                                  | Jan Stöckli ‏                         | 78                                   |
| 135                                  | Etienne van Empel ‏                   | 119                                  |
| 136                                  | Alessandro Monaco ‏                   | 109                                  |
| 137                                  | Andrii Ponomar ‏                      | 62                                   |

| إتش بي بي تي بي – أوبير 93 ‏ AUB | إتش بي بي تي بي – أوبير 93 ‏ AUB | إتش بي بي تي بي – أوبير 93 ‏ AUB |
| ------------------------------- | ------------------------------- | ------------------------------- |
| م                               | عداء                            | مرتبة                           |
| 141                             | Alexandre Delettre ‏             | 25                              |
| 142                             | جيريمي كابوت                    | 45                              |
| 143                             | Théo Delacroix ‏                 | 53                              |
| 144                             | Dillon Corkery ‏                 | 108                             |
| 145                             | Joris Delbove ‏                  | 70                              |
| 146                             | Romain Cardis ‏                  | 126                             |
| 147                             | Lucas Beneteau ‏                 | 54                              |

| Van Rysel–Roubaix ‏ VRR | Van Rysel–Roubaix ‏ VRR | Van Rysel–Roubaix ‏ VRR |
| ---------------------- | ---------------------- | ---------------------- |
| م                      | عداء                   | مرتبة                  |
| 151                    | توماس بودات            | 96                     |
| 152                    | Rémi Capron ‏           | 94                     |
| 153                    | Célestin Guillon ‏      | لم يكمل السباق         |
| 154                    | Maxime Jarnet ‏         | 47                     |
| 155                    | Maximilien Juillard ‏   | 105                    |
| 156                    | ايمانويل مورين         | 48                     |
| 157                    | كيني مولي              | 92                     |

| Nice Métropole Côte d'Azur ‏ NMC | Nice Métropole Côte d'Azur ‏ NMC | Nice Métropole Côte d'Azur ‏ NMC |
| ------------------------------- | ------------------------------- | ------------------------------- |
| م                               | عداء                            | مرتبة                           |
| 161                             | Jonathan Couanon ‏               | 49                              |
| 162                             | Alexander Konijn ‏               | 100                             |
| 163                             | Damien Girard (cyclist) ‏        | 10                              |
| 164                             | Paul Hennequin ‏                 | 121                             |
| 165                             | Jean-Louis Le Ny ‏               | 98                              |
| 166                             | Andrea Mifsud ‏                  | 102                             |
| 167                             | Axel Narbonne-Zuccarelli ‏       | 88                              |

| بلترامي تي إس أيه–مارشيول ‏ BTC | بلترامي تي إس أيه–مارشيول ‏ BTC | بلترامي تي إس أيه–مارشيول ‏ BTC |
| ------------------------------ | ------------------------------ | ------------------------------ |
| م                              | عداء                           | مرتبة                          |
| 171                            | Alex Raimondi‏                  | 72                             |
| 172                            | Andrea Biancalani‏              | 120                            |
| 173                            | Edoardo Burani‏                 | 79                             |
| 174                            | Gabriel Fede‏                   | لم يكمل السباق                 |
| 175                            | Nicola Rossi‏                   | 110                            |
| 176                            | Michael Vanni‏                  | 125                            |
| 177                            | Giacomo Tagliavini‏             | 127                            |

| Philippe Wagner–Bazin ‏ PWB | Philippe Wagner–Bazin ‏ PWB | Philippe Wagner–Bazin ‏ PWB |
| -------------------------- | -------------------------- | -------------------------- |
| م                          | عداء                       | مرتبة                      |
| 181                        | ألان بوالو ‏                | لم يكمل السباق             |
| 182                        | Thomas Devaux ‏             | لم يكمل السباق             |
| 183                        | ألكسيس غيران               | 68                         |
| 184                        | Alexandre Kess ‏            | لم يكمل السباق             |
| 185                        | Gwen Leclainche ‏           | 83                         |
| 186                        | Enrico Dhaeye‏              | 115                        |
| 187                        | Theo Bonnet‏                | 107                        |

| CIC U Nantes Atlantique ‏ UCN | CIC U Nantes Atlantique ‏ UCN | CIC U Nantes Atlantique ‏ UCN |
| ---------------------------- | ---------------------------- | ---------------------------- |
| م                            | عداء                         | مرتبة                        |
| 191                          | Yaël Joalland ‏               | لم يكمل السباق               |
| 192                          | Pierre-Henry Basset ‏         | 82                           |
| 193                          | Clément Braz Afonso ‏         | 31                           |
| 194                          | Léo Danès ‏                   | 50                           |
| 195                          | Maël Guégan ‏                 | 74                           |
| 196                          | Artus Jaladeau ‏              | 103                          |
| 197                          | Matisse Julien ‏              | 75                           |

## التصنيف العام النهائي
| التصنيف العام         | التصنيف العام            | التصنيف العام               | التصنيف العام | التصنيف العام |
| العداء                | العداء                   | الفريق                      | الوقت         |               |
| --------------------- | ------------------------ | --------------------------- | ------------- | ------------- |
| 1                     | Kevin Geniets ‏           | Groupama-FDJ                | 4 س 07 د 52 ث |               |
| 2                     | Alex Baudin ‏             | Decathlon-AG2R La Mondiale  | + 0 ث         |               |
| 3                     | Kévin Vauquelin ‏         | Arkéa-B&B Hotels            | + 10 ث        |               |
| 4                     | Pierre Gautherat ‏        | Decathlon-AG2R La Mondiale  | + 1 د 14 ث    |               |
| 5                     | Pau Miquel ‏              | Equipo Kern Pharma ‏         | + 1 د 14 ث    |               |
| 6                     | كوينتين باشر             | Groupama-FDJ                | + 1 د 14 ث    |               |
| 7                     | Jenno Berckmoes ‏         | Lotto Dstny                 | + 1 د 14 ث    |               |
| 8                     | إدوارد براديس            | كاجا رورال-سيغوروس ‏         | + 1 د 14 ث    |               |
| 9                     | ماتيو ترينتين            | سويس ريسينغ أكادمي ‏         | + 1 د 14 ث    |               |
| 10                    | Damien Girard (cyclist) ‏ | Nice Métropole Côte d'Azur ‏ | + 1 د 14 ث    |               |
|                       |                          |                             |               |               |
| مصدر: ProCyclingStats |                          |                             |               |               |

## وصلات خارجية
- الموقع الرسمي
- لمحة عن سباق سباق جائزة لامارسييز الكبرى 2024 على موقع  ProCyclingStats   (برو  سايكلنج  ستاتس) - إحصاءات  محترفي  الدراجات.
- سباق جائزة لامارسييز الكبرى 2024 على موقع إحصائيات الدراجات الإحترافية (الإنجليزية)